# クラウド・ストライフ
クラウド・ストライフ（Cloud Strife）は、スクウェア・エニックス（旧スクウェア）のコンピュータゲーム「ファイナルファンタジーシリーズ」などに登場する架空の人物で、『ファイナルファンタジーVII』および『ファイナルファンタジーVII アドベントチルドレン』の主人公。
名前の「クラウド (Cloud) 」は英訳で雲となるが、フルネームの「クラウド・ストライフ」は「闘争の兆し」という意味がある。なお、FFシリーズには「クラウド」というモンスターが過去作に登場するが、本項で解説する人物とは関係ない。

## プロフィール
- 年齢：21歳（本作における『ファイナルファンタジーVII』での年齢[1]。他作では一部の年齢変更あり。）
- 髪色：金髪
- 誕生日：8月11日[1][注釈 1]
- 血液型：AB型[1]
- 身長：173cm[1]
- 出身地：ニブルヘイム
- 一人称：俺（『FFタクティス』では「オレ」）
- 二人称：あんた、おまえ（同作のセフィロスに対し多い）

## 人物像

### キャラクターデザイン
キャラクターデザインは野村哲也が担当。金髪で尖ったように逆立った髪型をしており、『FFVII』本編ではその形状と色合いから「ツンツン頭」「チョコボ頭」と呼称されることがある。なお、初期の髪型はオールバックだったが、ディレクターの北瀬に却下された。
ゲーム中で女装するシーンがあり、その際、女好きのスラム街のチンピラ、ドン・コルネオも女装を見抜くことができなかったほど、整った中性的な顔立ちをしている。これについては、後に発表された各種スピンオフ作品において、映像表現の高度化も相まって顔の描写が緻密になり、いかにもな「美形」である事が分かる。
青色の瞳をしており、これは魔晄という特殊なエネルギーを帯びた者に表れる特徴のひとつであるとされ、それ以前は青色がかかった緑色の瞳をしていた。ただし、作品によっては処置前も青い瞳をしているパターンもある。
服装はソルジャーの制服であるノースリーブのハイネックシャツと紫紺の服（『CCFFVII』以降は黒）を身に纏い、身の丈ほどもある巨大な幅広の片刃剣・バスターソード（初期装備）を振るう。
FF7ACではエアリスをイメージしたピンクのリボンを仲間達と共に付けている。

### 来歴
『FFVII』スタート直後は「なんでも屋」を営んでいた。『FFVII リメイク』では、魔晄炉爆破が最初の仕事であり、その後に本格的に「なんでも屋」を始めることを決めた。
かつて神羅カンパニーの私設エリート部隊「ソルジャー」にいたころは、クラス1st（最高ランク）であったと自称していた。しかし実際は、神羅カンパニーにソルジャー志願で入社するが、実力はありながらも体質的な問題と精神的な問題から、最下級ソルジャー・クラス3rdよりもさらに位の低い一般兵士として採用され、後にザックスと共に殉職扱いとなっているため、正式には「元一般兵」が最終経歴となる。
『FFVII』の2年後の『FFVII AC』では「ストライフ・デリバリーサービス」という運び屋を営むようになる。
『FFVII』本編を初め、他作品にゲストや直接の続編である『FFVII AC』と『DC FFVII』で登場する際は、「クールな元ソルジャー1st」の様な紹介がされることが多い。『FFVII』の過去を舞台とした『ビフォアクライシス ファイナルファンタジーVII（BC FFVII）』『ラストオーダー ファイナルファンタジーVII（LO FFVII）』『CCFFVII』ではこのような紹介はされていない。
『FFT』での専用ジョブは「ソルジャー」となっている。

### 性格
『FFVII』のゲーム開始時からある時点までよく口にする「興味ないね」という台詞が端的に示すように、興味の対象外である会話には積極的に参加しないばかりか突き放す物言いをするので、他者に対し冷ややかな性格であると受け取られる。自身の利益にしか関心がない態度で接するので、雇い主のバレットからの受けが（元神羅関係者という理由もあり）悪いなど、人間関係の構築を積極的に行う性格ではない。
加えて、極めて守銭奴な一面を見せており、バレットやティファ達アバランチに報酬の増額を要求するほか、初心者の館でゲームシステムを説明する際にわざわざ「しかも無料でだ」などと強調するような言い回しをするなど金にうるさい性格。
しかしこれらの性格は後述する人体実験の後遺症によって形作られた記憶に基づく疑似人格であり、本質的な性格は異なる。彼の経歴の一部も同じく作られた記憶で当人がそう思い込んでいるものであり、『FFVII』では物語が進むにつれて元の記憶を取り戻してゆく事となる。
幼少期は友達がおらず、故郷でのティファと母親以外の交友関係は皆無に等しく、それによる自分の周囲に馴染めない孤独感や虚しさを「自分は特別だ」と思い込む事で自分を誤魔化して孤独な生活を送っていた。その後神羅に入社した後もそれはあまり変わらず、ソルジャーになれなかった自分を恥じたために、帰郷した際も母親以外の村人に自分の正体を隠していた。
クラウドの本質は、多少無口で積極的でないところと「興味ないね」という口癖は擬似人格と共通しているが、実際は単に引っ込み思案な上、人付き合いが苦手で、責任感が強い内気な青年である。意地を張ってそれを隠している反面、自分のその弱さを自覚しているため、それを克服する手段を模索するなど、前向きで芯の強い気質もある。また優しく、仲間思いな性質も持ち合わせており、元の性格を取り戻した後、乗り物酔いでうな垂れているユフィに後述の酔わないコツを教えたり、メテオに突撃しようとしているロケット「神羅26号」から脱出時に事故に巻き込まれ破片に挟まれ「オレ様にかまうな、早く行け!」と告げるシドに対し「仲間を見捨てて行けるわけがない」と返し破片撤去を試みたりしている。最終決戦にも演じることの無い自然体もまま「よし、行こうよ、みんな」と号令を掛けるが、シドに「行くぜ！ぐらい言えないのかよ」と返され、言い直している。
また、擬似人格の頃でも仲間の中にスパイがいる可能性がある事を知った際に「俺は皆を信じるよ」と仲間を全く疑わない発言をしており、実際にスパイがいたことが判明した際は「ショックだ」と肩を落としている。これらから本来の素直な性格の一端をうかがうことが出来る。興味がないと言いながらも何事にも興味を示し、案外ノリの良い性格であり、作中ではコミカルな言動を多々見せる。
『FFVII』の戦いで、内向的な性分を乗り越えたかのように思えたが、この精神面での根本的な弱さは思うよりも根強く、『FFVIIAC』ではようやく手に入れた平和な日常への戸惑いやエアリスを守れなかった事、ザックスへの自責の念、また星痕の発症により自身の死期を悟り、仲間達の元を離れ、スラムの教会で最後を過ごそうとするなど、自分を追い込む行動も多い。それでも決して心底弱い訳でもなく、このような状況に陥る度に仲間に諭されて立ち直り、眼前の危機に立ち向かい、成長していく。
リメイクではクールに振る舞う一方、変なところで口ごもったりとちってしまうなど不格好で間の抜けた人間的描写が増えている。また、ティファが傷跡を見せようと胸部を晒した際に直視できなかったり、溺れたユフィへの心臓マッサージを指示された際にも胸を触ることを躊躇って結局やれなかったりなど、初心な面も描かれる。一方でノリの良さや乗せられ易さも多く描写されており、蜜蜂の館でのダンス、ジュノンでのパレード、ゴールドソーサーでの3Dバトラーなど、いずれもすぐにその気になってノリノリで取り組んでいる。また、エアリスの死に際しては、原作ではグラフィックの関係で台詞によって悲しみを表現していたが、リメイクでは実際に大粒の涙を流している様子が描写されている。

### 身体的特徴
元はごく普通の人間であったが、ニブルヘイム
事件以降に神羅カンパニーの宝条博士に拉致され、セフィロスと同等の身体能力になる人体改造実験（セフィロスコピー計画）を約5年にも及ぶ歳月をかけて施され、後天的に強力無比の肉体を得る（セフィロスコピーの製造工程はソルジャーを生み出すのとほぼ同一のもののため）。この時に受けた実験の影響で精神に異常をきたしたことが、同じ実験を受けていた親友のソルジャークラス1st、ザックス・フェアの記憶とクラウド自身の記憶・願望が混濁、そして後述するジェノバ細胞の擬態特性により自分は「元ソルジャー・クラス1st」だと勘違いする原因となった。
しかし、一般人だったはずの時から既に身体の頑健さに恵まれていたようでもあり、崖から落ちても軽傷で済んだり、腹部を正宗（刀）で貫かれた状態ながら自分よりもはるかに戦闘能力に勝るセフィロスを（この時セフィロス自身は不意打ちで負傷していたが）刀ごと持ち上げて投げ飛ばしたことがある。田舎（ニブルヘイム）の出身であることから自然の厳しさにもある程度耐性があるようであり、『CC FFVII』では寒風吹きすさぶ山道の中でも平気で進んでいく描写がある。
これに加えて『LO FFVII』と『BC FFVII』でのニブル魔晄炉では、まだ実験を受ける以前にもかかわらず、瞳が魔晄の光を帯びた色に変色した描写もあり、対峙していたセフィロス自身もクラウドのこの変化に気付き動揺してライフストリームに投身した。また宝条に拉致される際「面白い実験材料が手に入った」と喜んでいたことから、何かしらの特異体質を後付けされていた可能性もあるがコンピレーション最新作『CC FFVII』の試作段階でテストプレイヤーの指摘で設定が差し戻され、この件について以後は一切触れられていない。ゲーム雑誌『CLOUD』ではその事を指摘するような発言が記載されている。

### 技術
驚異的な戦闘能力は前述の事情により会得した物である。刀剣の腕に関しては『FFVII』以前から優れており、クラウドが神羅兵である頃の『BC FFVII』では、野太刀のような刀を突発的に手にして、ソルジャーと同程度の戦力を持つとされるアバランチ兵「レイブン」から勝利を得ており、油断していたとはいえ、自分の背丈ほどあるバスターソードを取ってセフィロスを不意打ちで倒したこともある。また、ザックスの記憶が混合されていた事も少なからず影響していたのか、ザックスが生前使用していた技に似たリミット攻撃を一つ会得する。
それ以外にもバイクの運転技術が高く、常人の体力では運転できないとされる神羅製のバイクで走行しながら刀剣で攻撃する技術を体得している。ほかにスノーボードや潜水艦の操縦も行え、本人の弁によると飛空艇も操縦できるという。チョコボにも騎乗でき、チョコボレースの騎手も務められるなど、仲間内からは大概のことはできると見られており、「何となくできそう」との理由で色々と物事を押し付けられている。

### 弱点
上記で説明したように、幼少期から精神面の弱さが非常に目立っており、全作品を通してセフィロスに幾度と無くその弱さを指摘、または利用されて何度も窮地に立たされてきた。
様々な技能を持つ万能人間であるが、クラウドの母・クラウディアによると「料理ができない」とされている。本人もこの時「会社から支給される」と発言している。小説版『on the way to a smile』ティファ編にて、ティファに食材の買出しを依頼された際、食材の名前がわからないと困惑する描写がある。
乗り物酔いをしやすい体質で、本人が「スジガネ入り」と言うほどよく酔う。回想場面および、『CC FFVII』でもザックスに心配されるほど酔っていた。ソルジャーであると思い込んでいる間はそれを忘れていたが、本来の性格を取り戻してから突如として乗り物酔いするようになり、同じく乗り物酔いしやすいユフィにアドバイスをする一幕もある。
クラウドは研究と称してこれの対処法を探っており、仲間のユフィが激しく乗り物に酔っている際に具体的な語り口を持って伝授している。必ず酔う訳ではないらしく、乗り物に乗っても平然としている場面もある。自分で運転中は酔わずに済むと語っており、『VII』本編のバイクのミニゲームやチョコボ騎乗を始めとし、『FFVII AC』と『DC FFVII』でのフェンリルやシャドウフォックス（WRO専用トレーラー）での乗車中も現れていない。潜水艦に乗った際に狭さを酔う理由に挙げているので、特に内部が狭い乗り物に弱い。神羅兵時代はトラックの移動が多く、「あれは最悪だった」と回顧している。

### 家族と交友関係
父親はクラウドが幼少の頃に死去している（発言のみで明確な描写は無い）。母親のクラウディアはクラウドが16歳の時、セフィロスによって故郷ニブルヘイムが焼かれた際に死亡した。母親はクラウドと同様に逆立った金髪をしている。『VII』本編の時点で兄弟、親戚等の存在は確認されていない。続編の『FFVIIAC』では、エッジで新たに開店したセブンスヘブンでバレット、バレットの養女マリンとティファ、そしてスラムの教会で出会った少年デンゼルと共に暮らしていた。（AC本編ではバレットは出張中である。）
前述通り、幼少期から内向的だったため、友達付き合いもあまりなかった。そのため兵士時代に故郷ニブルヘイムに帰省した際も、都会暮らしを心配する母親とのエピソードしかない。
神羅時代はソルジャーのザックスと親友であったが、『リメイク』ではそれ以外にも何人かの兵士とそれなりに付き合いはあったことが示唆されている。しかし作中ではあまり詳しい描写は見られない。回想シーンではセフィロスと親しくしているシーンもあるが、ニブルヘイム帰郷～本編スタートまでの大半は実験によって体内に仕込まれたジェノバ細胞によって作られた疑似記憶であるため、どこまでが真実かは不明となっている。
『VII』本編では仲間になる「バレット・ウォーレス」「ティファ・ロックハート」「エアリス・ゲインズブール」「レッドXIII（ナナキ）」「ユフィ・キサラギ」「ケット・シー（リーブ・トゥエスティ）」「ヴィンセント・ヴァレンタイン」「シド・ハイウインド」のプレイヤーキャラクターに加え、旅の道中で出会う様々な人々と交流を深めることになる。

## 担当声優
- 堀内賢雄（アーケード版『エアガイツ』）[4]
- 佐々木望（プレイステーション版『エアガイツ』）[4]
- 櫻井孝宏（『キングダム ハーツ』以降）
- 相澤幸優（14歳・『ファイナルファンタジーVII リメイク』）
- スティーブ・バートン（英語版『キングダム ハーツ』から『ディシディア ファイナルファンタジー NT』まで）
- コディ・クリスチャン（英語版『ファイナルファンタジーVII リメイク』）

## FFVIIシリーズでの活躍

### 少年時代
少年時代は周りの子供たちを「子供っぽい」と見下しており、内気な性格もあって村の大人たちからも不気味がられており、友達もなく孤独だった。その一方で内心では友達を欲していたもののそれを素直に認められず、「もしかしたら声をかけてもらえるかも」と他の子供の周囲をうろつく行為を繰り返していた。8歳の時、死んだ母親に会えると信じて、禁止されているニブル山を越えて行こうとしたティファをこっそり追いかけるが、つり橋の崩落で共に転落する。
クラウドは軽傷で済むが、ティファは7日間意識不明の重体に陥り、娘を助けに来たティファの父にクラウドが彼女を連れ出したものと誤解され、激しく責められる。更には村の子供たちとも喧嘩をするなど荒れてしまい、村人たちからは完全に疎外にされてしまう。特にティファの父には「ティファに二度と近づくな」と叫弾されていた為に、ティファとは暫くの間、疎遠になってしまう。
その後、ティファや村人たちに認められたいという気持ちと、セフィロスのような英雄になりたいという憧れから、14歳のときにティファを給水塔に呼び出し「ソルジャーになる」と告げ村を後にする。この際にティファから「クラウドが有名になって私が困っていたら助けにきて」と約束させられる。これはティファにとっては「ヒーローに助けられてみたい」という少女らしいお姫様願望に過ぎなかったが、これを境にクラウドの中でティファの存在が大きくなっていく。同時にティファの方も、それまで接点の薄かったクラウドを意識するようになる。

### 神羅カンパニー在籍時代
神羅に入社したが、ソルジャーに必要な魔晄適性がなかったために一般兵士に留まる。ソルジャーになれなかったのは、あくまで当時のクラウドに魔晄適性がなかったためであって、戦闘の才能がなかったわけではない。
ニブルヘイムに帰省した際には、母親から立派になった事を褒められ、同時に都会は誘惑が多いから年上のしっかり者の彼女でも作って安心させてちょうだいと心配されるが、クラウド自身は「･･･興味ないな」と答えている。

### 『ビフォアクライシス ファイナルファンタジーVII』
神羅の重要機密を納めたデータを所持するレイリー博士の護衛を、新人タークスと共に就く。この頃はまだソルジャーになれなかった自分の無力さに対する劣等感を抱えていた。そのため、最初はタークスがいるという理由で、一般兵の自分達が頼りにされていないことを不満に思い、独断で行動を起こしてしまう。アバランチの奇襲を受けた際も意地になって戦っていたが、最終的にはタークスと協力し、データを奪われるも博士の護衛に成功した。この際、始めは一般兵の装備である銃でアバランチに応戦しているが、なかなか上手くいかず、咄嗟に手に取った剣で応戦したところ敵を撃退することが出来た。この頃から剣術の素養があったことが窺える。

### 『クライシス コア ファイナルファンタジーVII』
モデオヘイムへの任務の際に、ソルジャー・クラス1stの青年ザックス・フェアと出会い、田舎育ちという共通点から会話を弾ませ友人となる。廃工場でザックスと共にジェネシスとホランダーに遭遇し、ホランダーを一度は抑えるが振り払われてしまう。ツォンと共に追跡したが負傷してしまい、追跡をザックスに託す事になる。なお、この頃は他作品では使わない銃火器を装備している場面がある（発砲の描写はない）。
その1年後に襲撃されたジュノン住民の避難活動のために現地へ赴くが、ヘリで移動したせいでひどい乗り物酔いに見舞われてしまう。酔って休んでいた時にザックスと再会し、ソルジャーである彼が自分を覚えていた事に驚く。その2か月後、任務でザックスとセフィロス、他一般兵2名と共に故郷であるニブルヘイムに向かう。
ザックスとはニブルヘイムに向かうまでの間に何度か任務を共にしている他、新人ソルジャーの就任式の最中には1兵士もかかわらずクラス1STである彼から「ソルジャーになりたいって？がんばれよ」と激励を受けている。

### ニブルヘイム事件
『FFVII』のクラウドの回想の他に『LO FFVII』『BC FFVII』『CC FFVII』でも語られている（描写はそれぞれ若干異なる）。
ミッドガル脱出後の本人の回想によると、16歳の時、ニブル山にあるニブル魔晄炉の調査のため、伝説のソルジャーにして戦友であるセフィロス、他の神羅兵2名と共にニブルヘイムの村へと向かい、束の間の里帰りを果たしたとされていた。2年ぶりに再会したティファのガイドでニブル魔晄炉に向かうも、そこでの出来事が切っ掛けでセフィロスは豹変。ニブルヘイムを焼き払われ、母親を始めとする馴染みの人々も殺され、挙句はティファまでも斬られる光景を目の当たりにし、怒りと共にセフィロスへと挑む。そこで記憶は途切れており、その先がどうなったのかは当人も知らず終いだった。
しかしこれは全てジェノバ細胞によって自身の他、ザックスやティファの記憶を混合させて作り出された偽りの記憶である。真実は以下の通り。
実際は神羅兵として任務に就き、親友のザックス、憧れの存在だったセフィロス、他の神羅兵1名と共にニブルヘイムの村へと向かっていた。しかしソルジャーになれなかったことを恥じ、母親以外には正体を隠していた。ティファにも正体を隠していたために彼女には「あの事件の時、クラウドはいなかった」と認識されていた。その後、豹変したセフィロスによる虐殺（『FFVII』ではクラウドの言動がセフィロス豹変のきっかけになったと思われる描写があるが、ザックスの記憶とクラウド本人の記憶とが混同している時期に語られる回想での話であり、実際はその台詞を発する場面にクラウドはいなかった）が起こった際に母を殺され、自身は燃え盛る自宅の前でしばらく気を失っていた。目覚めた後はニブル魔晄炉へセフィロスを追いかけ、ティファとザックスまでもがやられた光景を目の当たりにし、怒りのままザックスのバスターソードを手にセフィロスに挑みかかる。油断していたセフィロスはクラウドの思わぬ奇襲で重傷を負い、とどめを刺すべく追い掛けたクラウドも重傷を負わされるが脅威的な底力を発揮して逆にセフィロスをライフストリームへと落とした。
直後、ザックスと共に神羅カンパニーの宝条博士に捕まり、ニブルヘイム内の神羅屋敷に監禁、セフィロスコピーの実験体にされる。このセフィロス化実験は、宇宙生物ジェノバの細胞を体内に組み込んで魔晄を照射することで、セフィロスのような強力なソルジャーをより簡易に量産しようとする非人道的なものであり、精神が弱い者はジェノバ細胞の浸食に耐え切れずに精神崩壊が起こる。実験以前から既にソルジャーだったザックスは実験後も特に問題はなかったが、クラウドはセフィロスコピーに改造されたことで肉体的な面ではソルジャーと同等になるも、精神が耐えられずに崩壊、半ば植物状態に陥る。それから5年後、『FFVII』本編直前にザックスによって実験から解放され、共に神羅屋敷を脱出する。
その後は廃人状態のままザックスに連れられてしばらく各地を放浪していた。ザックス個人の決着など（『CC FFVII』で描かれる）を経てミッドガルを目指すことになり、ヒッチハイクのトラックの上でもザックスは無反応のクラウドに対して親身に接し「とりあえず金だよな」と活動方針を呟き「なんでも屋」を開業することを提案する。しかしミッドガル付近にて神羅兵に発見され、ザックスは抵抗も虚しく射殺される。精神崩壊していたクラウドは、止めを刺さずとも問題が起こらないだろうと判断され放置された。
しかし神羅兵が立ち去って間もなくクラウドはおぼろげながらも意識を取り戻し、ザックスからバスターソードを受け継ぎ、ミッドガルへと向かう。
その後、バスターソードを手にしミッドガルに到着し、朦朧とした意識のまま市街を彷徨い、行き倒れたところで偶然にティファと再会する。この時、実験によってクラウドに植え付けられたジェノバ細胞がその擬態する特性「相手の記憶等を読み取り、その中の人物の姿を真似る」を発揮し、クラウド自身の元々の性格をベースにし、ティファの記憶の中にある「少年時代のクラウド」と自身の願望である「（セフィロスやザックスのような）ソルジャークラス1st・クラウド」を混ぜ合わせ、瞬時にソルジャーとしての偽の人格・偽の記憶を構築、「元一般兵の廃人クラウド」から「自分の理想としていた元ソルジャー・クラウド」へと擬態を完了し、ザックスの遺した発言通り「とりあえずカネ」の執着心で「何でも屋をやっている」とティファに告げる。

### なんでも屋時代（『FFVII』本編）
擬似人格を構築したクラウドは、自身を「元ソルジャーのなんでも屋」と名乗り、ティファが所属するレジスタンス組織「アバランチ」のテロ作戦に傭兵として雇われる。この後の人格は比較的安定しており、本編での精神崩壊まではこの時点の“元ソルジャー・クラス1stのクラウド”としての人格が彼を支配している。
元ソルジャーという肩書きは真実と相違するものの、5年前の実験でジェノバ細胞と魔晄を浴びたためにソルジャーと同じ能力を得ており、その常人離れした高い戦闘力は嘘を信じさせる強い材料の一つとなった。
レジスタンス組織アバランチのミッションの途中でスラムの教会へ落下し、エアリスと運命的な出会いをする。その後、彼女からザックスに関する話題を出されるが、元々の性格、記憶は基本的にはベースのクラウドである為、ザックスに対しての反応などはなかった。
エアリスの依頼によりボディーガードとなったクラウドは、神羅カンパニーに連れ去られた彼女を救出する際にセフィロスの生存を知ることとなり、彼を追う旅を始める。様々な仲間と出会い旅していく中で、時折起こる幻覚に悩まされ、自分自身を理解できない恐怖を内に抱くようになる。
自身を決定的に疑い始めたきっかけは、古代種の神殿でセフィロスにメテオを発動できる力を持った黒マテリアを自ら渡したことである。狂乱したクラウドはエアリスを押し倒して何度も殴るという凶行に出てしまう。
夢の中で落ち込むクラウドに対し、「セフィロスの事は私にまかせて」とエアリスは自分の事だけを考えるよう、クラウドを諭す。
この時、エアリスをたった一人でメテオ阻止に向かわせてしまい、セフィロスの凶行からエアリスを守れなかった事が、彼の一生に大きな心の傷となって残る。
改めて仲間達とセフィロスの野望を阻止することを決意するが、最北の巨大クレーター内で対面したセフィロスに、自身の存在を「人間ではなく5年前に作られた人形（人造人間）である」と否定され、さらに幼馴染で5年前の事件の当事者であるティファに自分がクラウド自身である確証をもらえなかった事で、現在の自分は「本物のクラウド・ストライフ」ではなく、「ジェノバ細胞の擬態によってクラウドを演じていた全くの別人」ではないかという疑念に押し潰され、再び精神に異常をきたしてしまう。
自身をあやつり人形の1つだと認識してしまったクラウドは、いったん取り戻した黒マテリアを北の大空洞でセフィロスに渡してしまう。それにより地形に異変が起こり、超巨大モンスター・ウェポンたちが目覚め活動を再開、洞窟が崩落を始め、メテオが出現してしまう。この混乱の中でクラウドは地割れからライフストリームに落下し、仲間達から離脱する。
その後ミディールで発見され医師のもとで保護されるも、ライフストリームに飲み込まれたことで精神崩壊に追い打ちをかけるように重度の魔晄中毒に冒されており、ティファに付き添われながら半ば廃人状態のまま闘病生活を送る。しかし、再びライフストリームに飲み込まれた際に一緒に落ちたティファに助けられ、封印し隠し続けてきた本来の自分の記憶と人格を完全に取り戻す事に成功。「幻想を抱いていた自分」を捨て去り、「クラウド・ストライフ」として復活、魔晄中毒からも全快する。
そしてエアリスが忘らるる都で何をしようとしていたのかを知り、メテオと対抗できる唯一の白魔法ホーリーを解き放つために、また全ての元凶であるセフィロスとの決着をつけるために、仲間達と共に最終決戦に挑む。
最後はホーリーと星自身のライフストリームの発動によりメテオが阻止され、星は救われた。

### 『ファイナルファンタジーVII アドベントチルドレン』
『FFVII』の2年後、仲間達はそれぞれの生活を始め前向きに生きていた。クラウドは新しく築かれた都市「エッジ」にて、バー「セブンスヘブン」の経営を始めたティファとマリン、バレットと共に、自身も新たな生活をシェアハウスのような形でスタートする。また、『FFVII』では自己紹介の際に"元"ソルジャーと言っていたのが"自称"ソルジャーと改めている。
フェンリルと名付けたバイクを走らせどんな場所へも荷物を届ける、「ストライフ・デリバリーサービス」という運び屋（現実で言うバイク便の自営業）を始める。はじめは穏やかな生活を送っていたが、各地のメテオによる被害状況を見たり、エルミナの依頼で忘らるる都へ花を届けたりする事で、エアリスに対する想いを思い出す内に精神的に安定しない状態になり、ティファやマリンたちとの生活も上手くいかなくなっていった。
星痕の発症は精神の弱い人間に発症する傾向がある為、孤児を中心に、精神的な弱さが出てしまったクラウドにも星痕の発症が見られた。
ある日クラウドは、通っていたスラムの教会の前で星痕症候群によって倒れていた孤児の少年デンゼルを見つける。
ティファの提案により、これ以後デンゼルもクラウド達と共に生活することとなった。見つけた場所が生前のエアリスが長く過ごしていた教会であった事からクラウドは「（デンゼルは）彼女が連れて来てくれた」と説明している。このエピソードは書籍『On the Way to a Smile』や公式HPに掲載された小説で読むことができる（その後、発売されたファイナルファンタジーVII アドベントチルドレンコンプリートでは映像で確認できる）。
デンゼルが新たに家族に加わり再び平穏な生活を送り始めるが、星痕の発症をきっかけに、誰にも行き先を告げぬままセブンスヘブンを離れ、スラムの教会に移り住む。そんな中、突如として現われたカダージュ率いる謎の3人組に襲撃される。3人は退散し、その後、ヒーリンの保護施設で療養していたルーファウスの元を訪れたクラウドはカダージュ達からの護衛を頼まれるが断り、その場を後にする。
ザックスの墓標となったバスターソードの前で自らの心中を語りかけた後に教会へ戻り、そこでカダージュの仲間の1人・ロッズに倒されたティファを発見する。彼女からマリンが連れ去られたことを知らされるが、突然星痕の激痛に苦しみ出し、その場に倒れ込む。レノ達によってセブンスヘブンに運ばれ、彼らからデンゼルや他の子供達がさらわれたことも知る。だが、カダージュ達のアジトがエアリスと永遠の別れとなった場所忘らるる都だと知らされると躊躇し、レノ達に子供等の救出を任せるが、ティファに「逃げないで」と諭され、迷いを抱えたまま敵地へ向かう。その道中、意識の中にエアリスの幻影が現われ、彼女との会話の中で「許されたい」と心中を告白し、己の心を見つめ直す。直後、カダージュ達の奇襲で現実に引き戻され、応戦するも窮地に立たされるが、偶然その場を調査していたヴィンセントに救われて難を逃れる。
ヴィンセントに星痕の真実とカダージュ達の目的を聞き、カダージュ達から逃れたマリンのことを頼むが断られる。マリンにも叱咤され、過去の悔恨に思い悩むクラウドは「罪って、許されるのか」と自分が抱いてきた疑問をヴィンセントに問う。「……試した事はない」というヴィンセントの返答を聞き何かのきっかけを掴み、マリンを連れて戻る。
エッジに戻り、カダージュが召喚したバハムート・零を、集結した仲間の協力もあったがほぼ独力で倒し、ジェノバの首を手に入れたカダージュと交戦する。エアリスの声と共に湧き上がった癒しの水により星痕が消滅し、かつて抱いていた気持ちを取り戻したことで勝負は圧倒的優勢だったが、リユニオンを図られセフィロスが復活し、セフィロスと一対一で対決する。苦戦を強いられる中、ザックスの幻と出会い、ザックスからの励ましと「もう忘れんなよ」とのセリフに「俺はお前の生きた証だ」と返す。そして新たなリミット技により再びセフィロスを倒し、カダージュは星へ還っていく。その直後、ロッズとヤズーの捨て身の攻撃に胸を貫かれるが、ライフストリームの中でエアリスに助けられ、教会に満たされた癒しの水の泉で目を覚ます。教会から去ろうとするエアリスとザックスの幻を見つけ、消え行く2人の姿を見送りながら、自分は1人ではないことにようやく気付く。
後日談としてユフィ達からの連絡を受けてバレットの元へ向かい、バレットからデンゼルとマリンへの贈り物とユフィからの臨時休業の札を貰う。その後の仲間たちやティファとの電話で珍しく翌日の仕事の依頼を断る。セブンスヘブンも臨時休業することが決まり、ユフィからの贈り物を早速活用してデンゼル達を連れてどこかへ出かけることにする。エンディングシーンでは、エアリスのいる花畑にクラウドがバイクを走らせているかのようなシーンがある（『ACC』では削除されている）。

### 『ダージュ オブ ケルベロス ファイナルファンタジーVII』
『FFVII』から3年後、元の生活を取り戻していたクラウド達だったが、エッジがDGソルジャーに襲撃されたことにより、彼らもWROやヴィンセント達と共にDGとの戦いに参加する。ミッドガル進攻の際、地上部隊の先陣を切りツヴィエートの1人・ロッソと激突するが、取り逃がすことになる（経緯は不明）。
その後、ハイウェポン・オメガ復活のサポートの役割を果たす魔晄炉を停止させるために奮闘するが、予想以上に苦戦を強いられる。そんな中シドとの連絡が取れなくなり、そのことを携帯でヴィンセントに伝える。
オメガが復活した中、ようやく魔晄炉を停止させることに成功し、携帯で仲間に知らせた後、カオスに覚醒したヴィンセントに全てを託し、オメガに突入する彼を見送る。宇宙に飛び立とうとしたオメガとカオスが激突したことで大爆発が起こり、オメガは消滅し、星は救われた。上空から雪のように降るライフストリームの雫をクラウド達は見渡すが、そこにヴィンセントの姿はなかった。
それから1週間が経ち、クラウドはようやく彼を見つけることができた。

## 『ファイナルファンタジータクティクス』での活躍
基本的にゲスト出演的扱いであり、展開によっては仲間にならない事もあるため、『VII』本編と直接的な関連は極めて薄い。
『FFVII』本編でライフストリームに飲み込まれた際、イヴァリースにてラムザ・ベオルブらが旧時代の転送機を起動させたため、イヴァリースに召喚される。
再び記憶が混濁しており「ソルジャーのクラウド」であることを自らに言い聞かせる。直後、何かに導かれるように機工都市ゴーグを飛び出し、行方不明になる。その後、貿易都市ザーギドスに現れ、そこで死んだはずのエアリスと同名で、容姿がそっくりである花売りと出会う。一度はなんでもない風に装ってその場を立ち去るが、彼女が借金取りに襲われるとその場に駆けつけ、エアリスを逃がす。さらにその場に駆けつけたラムザ達に助けられ、以後、元の世界に戻るためにラムザと行動を共にする。『FFT』は主人公達の生死が判然としないまま終わっておりクラウドも例外ではないが、実は全員無事に帰還していたことが後年に明かされている。しかしどちらにせよエンディングに登場しないため、その後の経過が描かれておらず、如何にして元の世界へ戻ったかは明らかにされていない。
専用コマンド「リミット」はチャージタイムと「マテリアブレイド」の装備を必要とし、主に魔法攻撃力に依存するダメージを与える。『FFVII』本編よりもさらに性格が暗くなっている。また、Brave低下時の離脱台詞は『FFVII AC』におけるクラウドのある台詞とよく似ている。なお、火山の頂上に自らの剣を隠しているが、意図は明らかにされていない。
固有ジョブ「ソルジャー」のときには本来女性専用のリボン、バレッタ、カチューシャを装備可能（本編で付けた香水は装備できない）。PSP版『獅子戦争』では仲間になるタイミングが早くなったため、セフィロスと容姿が酷似しているエルムドア侯爵との戦闘に参加できるが、セフィロスに似ていることに関して特別なイベントは無い。
なお、『FFT』の登場人物の中で青色の瞳はクラウドで、エアリスは緑色の瞳である。ただし、PSP版『獅子戦争』では『FFTA2』から登場するルッソも青色の瞳である。

## キングダム ハーツ シリーズでの活躍
年齢は『FFVII』より1つ上の22歳。『KH』では少し闇に染まった存在であるため、おなじみのクラウドの服装にヴィンセントのマントやガントレットを付けたような服装で登場（ヴィンセントを出したかったが、できなかったためとも言われている）。また、バスターソードにはボロボロになった包帯が巻きつけられている。超究武神覇斬を使用する際には左肩から黒い翼が生え、飛行できるようになる。これはセフィロスへのオマージュで、逆に『KH』バージョンのセフィロスは右肩から黒い翼が生えている。性格もクールな面が強調されており、本来の性格は元より守銭奴じみた面やコミカルな姿もほぼ描かれないダークヒーロー然としたキャラクターになっている。一方、心の隙を突かれてハデスに利用されるなどの精神的な弱さやそれを乗り越えて成長するといった原作を彷彿とさせる姿も描写されている。『KH2』では『FFVII AC』での服装で登場し、武器も『FFVII AC』の時に使用した合体剣にボロボロになった包帯が巻きつかれた状態で戦っている。『KH』の世界ではエアリス、ユフィ、『FFVIII』の主人公スコール・レオンハート（『KH』ではレオンと呼ばれている）と幼馴染みであり、シドが養父として4人を育てていた設定となっている。

### 『キングダム ハーツ』
レイディアントガーデン（のちのホロウバスティオン）という平和な世界に住んでいたが、本編開始より9年前（クラウドは13歳にあたる）、世界は「ハートレス」に襲われたことにより崩壊してしまう。仲間だったエアリス達はその際になんとか脱出できたが、クラウドは騒ぎの中ではぐれてしまい、行方知れずとなる。
それからは自らの心の闇が具現化した存在であるセフィロスをずっと探していたようで、『KH』ではオリンポスコロシアムという世界で死者の王ハデスと契約を結び、セフィロスの手がかりを得る代わりにコロシアムでソラやヘラクレスの命を狙っていた。闘技大会でソラ達を追い詰めるも、ハデスがクラウドごとソラ達を始末しようと放ったケルベロスに敗れてしまう。ヘラクレスに助けられた彼は、ソラにソニックレイヴのアビリティを授け、どこかへと去っていった。『KH ファイナル ミックス』ではソラがコロシアムでセフィロスに勝った後、セフィロスと再会し、剣を交える。エンディングでホロウバスティオンへ帰還し、エアリスとの再会を果たした。

### 『キングダム ハーツ チェイン オブ メモリーズ』
ここでのクラウドは、ソラの記憶から作り出された幻の世界の人物として登場。自分の記憶を取り戻すためにハデスと契約を結び、ヘラクレスの命を狙っていた。ソラがハデスとの対決を終えた後、世話になった礼として彼にカードを渡してその場を去る。ストーリーでのその後の登場はないが、クラウドのカードをデッキに組み込んで使用することで召喚され、ソラに力を貸してくれる。
任天堂のゲーム機で彼が初めて登場した作品でもある。

### 『キングダム ハーツII』
ホロウバスティオンの再建に勤しむレオン（スコール）達とは距離を置き、自分の住む世界の行方よりもセフィロスを倒すことに執念を燃やしていた。ドナルドが言うように、セフィロスの影響で『KH』よりも闇に染まっている。また、クラウドを探してティファがホロウバスティオンを訪れていたが、このときは会うタイミングを逃している。
ホロウバスティオンに大量のハートレスが襲来した際にはソラ達と共に戦い、レオンとの共闘も果たしている。その中でセフィロスと会っているが、すぐに姿を消したため戦うことはできなかった。エアリスに必ず帰ると約束した後、ソラからセフィロスの居場所を教えられ、決着をつけに向かう。セフィロスの強大な闇の力に苦戦を強いられるが、勝負の最中にクラウドを探し当てたティファに光を与えられ、セフィロスと戦いながらいずこかへと消えていった（ソラはこれを「闇を倒すために別の世界に行った」と言っていた）。ティファは再びクラウドを探すために旅立ち、エンディングではクラウドの帰りを信じて待つエアリスの姿が描写されている。ただし、クラウドが姿を消した後でも、ストーリーと関連のない遊びの要素である冥界コロシアムには登場しておりいつでも彼と戦うことができる。

### 『キングダム ハーツ コーデッド』
ここでのクラウドは、『KH』での旅の記録を記した「ジミニーメモ」をデータ化した世界での登場。英雄になる条件を求める彼はハデスと契約し、ヘラクレスを討とうとしていた。しかしソラとヘラクレスに敗れ、ハデスからも見放されてしまう。その後は迷宮と化したコロシアムで一人ハートレスと戦っていたが、ソラとヘラクレスに助けられたことでパーティに参入し、三人で協力してコロシアムの深部を目指していくことに。なお、ここでクラウドを助けずにソラとヘラクレスだけでストーリーを進めることも可能となっている。

### 『キングダム ハーツIII』
物語の最初に訪れる事になるオリンポスにて、ハデスが過去に利用した者の1人してテラやアーロンと共にイメージ映像内の石像という形で登場した。

## 『ディシディア ファイナルファンタジー』での活躍
『ディシディア ファイナルファンタジー』ではセシルと並び、ストーリーの難易度がもっとも低いキャラクターとなっている。ストーリーモードでは当初はセシル、フリオニール、ティーダと共に行動している。持ち前の冷静な判断力でパーティを引っ張っていたが、自身の戦う理由を見出せず迷いを抱えていた。そのことを他のメンバー（特にフリオニール）に打ち明け、仲間のそれぞれの戦う理由を聞いた後、自身の戦う理由を探すためにパーティを離れる。ストーリーモードのラストでセフィロスと戦った後はティナのストーリーに登場しトランス状態で暴走しかけた彼女の暴走を止め、行方が知れなくなったオニオンナイトの捜索に協力する。その道中、魔導の力の使い方に戸惑うティナにフリオニールの夢、「のばらの咲く平和な世界」の話をし、自身と共にティナを決起させる。無事オニオンナイトを救出した後は、皇帝の攻撃で窮地に陥っていたフリオニールのもとにティーダと共に駆けつけ窮地を救う。その後、セフィロスに奪われていた“のばら”をフリオニールに返し、皇帝との決戦に向かうフリオニールを見送る。
世界崩壊後は自分達の元居た世界のことを思い出し始めた他のメンバーと違い、未だ記憶の失ったまま自身の名前も思い出せないウォーリア・オブ・ライトの不安の声に「戦いが終われば元居た世界に帰れる」と明言するが、直後に「嘘だ」と否定、自分の憶測に過ぎないと謝る彼なりの冗談を言う場面が見られる。しかし、この発言がメンバー全員の最後まで諦めずに戦うという強い意志へと繋がることになる。
『ディシディア デュオデシム ファイナルファンタジー』ではカオス陣営のキャラクターとして登場。そのため、敵であったセフィロスが仲間、仲間だったティファが敵という状況に葛藤することになる。同じ境遇のクジャとは互いに通じ合うものがあった様子である。ケフカの策略によってセフィロスに襲撃されたティファを助けたことでティファと再会を果たすが、ティファは元の世界での記憶を失っていた。そのため、かすかに残る記憶としてクラウドに興味を示すティファに自分たちは敵同士だと自ら遠ざける。その後、ティファと戦いになる事態を避けるため、戦いそのものを終わらせようと単身カオスに挑むも敗れ去る。消えゆく意識の中でティファの無事を祈った彼の願いはコスモスに届き、コスモス陣営へと転生させるきっかけとなる。

## 攻撃の技能
『FFVII』ではリミット技が使える。リミット技は戦闘中に相手のダメージを受けるとゲージが溜まり、上限まで溜まると使用することが出来る大技である。
『FFT』ではクラウド専用のジョブ「ソルジャー」のアクションアビリティである「リミット」が使える。「リミット」の攻撃力は魔法攻撃力が関係している。「リミット」は発動までにCTが必要な上に、ユニット指定ができずパネル指定のみのため、発動前に敵がパネル外に出てしまった場合、不発に終わる。そのため使いこなすにはサポートアビリティの「ショートチャージ」が必須になる。また、「リミット」のCTは、上位の技ほど発動までに時間がかかる。
『エアガイツ』では各キャラクタに必殺ボタンが設定されており、クラウドの必殺ボタンは「剣を抜く」である。剣を抜いた後は、抜く前とは別の技がコントローラーのボタンに割り振られる。剣を抜く前は格闘技を使う。しかし、剣での攻撃は簡単に白刃取りされるので使い辛い。
『KH』シリーズでは技の名前はゲーム中では登場しないが、攻略本『アルティマニア』などに記載されている。名称は『FFVII』と同じでも、それぞれ若干異なっている。
『DFF』ではブレイブ攻撃とHP攻撃の2種類が存在し、いずれも『FFVII』の技に準拠しているがブレイブ攻撃の大半はオリジナルの技が占めている。

### 技の一覧
ブレイバー
上空に飛び上がり、降下の際に大剣に気を集中させ、そのまま叩き斬る技。
『FFT』のブレイバーは、初期の段階では魔法攻撃力の関係で通常攻撃の方がダメージを与えられる（通常攻撃との違いは、パネル指定のため、相手から離れてダメージを与えることが可能な点と、通常攻撃からのカウンター対策になる点、発動までにCTが必要な点が挙げられる）。発動までのCTが最も短い。
『DFF』ではHP攻撃の一つとして登場する。
『DFFAC』ではブレイブ攻撃の一つとして登場する。
凶斬り（きょうぎり）
「凶」の字を敵に切刻む技。ダメージと共にマヒ状態にさせる。『FFVII AC』でも使用された。
一部攻略本では、「まがつぎり」と記載。
『FFT』では、パネル指定範囲内の相手にのみダメージを与えるが、ステータス異常の追加効果はない。「凶」の字が相手に当たる演出となっている。威力はブレイバーよりも若干高く、CTはブレイバーに次いで短い。
『KHCOM』では、敵を2、3回斬りつける技になっている。
『DFF』ではHP攻撃の一つとして登場する。
『大乱闘スマッシュブラザーズ for Nintendo 3DS / Wii U』では横必殺ワザとして登場する。
凶斬り・改（きょうぎり・かい）
『KHCOM』のみの技で、敵の背後にテレポートして3回斬り付ける。
破晄撃（はこうげき）
剣から放たれた気の刃で敵を攻撃する技。攻撃対象は敵1体だが、目標に当たった後、拡散して周囲の敵にも少しだけダメージを与える。
『FFT』では自分の「最大HP-現在のHP」分のダメージを与える。
『FFVII AC』でも使用された。
『DFF』ではブレイブ攻撃の一つとして登場する。
『大乱闘スマッシュブラザーズ for Nintendo 3DS / Wii U』では通常必殺ワザとして登場する。
クライムハザード
敵に剣を突き刺したまま、飛び上がり敵を縦一文字に斬り上げる技。『FFT』では相手の「最大HP-現在のHP」分のダメージを与える。そのため、ボス戦で重宝されるリミットとなっている（相手のHPが半分以下なら即死が確定する）。
『エアガイツ』では名前こそ同じだが全く違う技として登場した。また、「クライムスラッシュ」という技からの派生で使用し、「クライムミラージュ」という別派生技も登場している。
『FFIX』では、スタイナーとベアトリクスが同名の技を使える。
『DFF』ではブレイブ攻撃の一つとして登場する。
『KH』では斬り上げの後、着地時の叩き斬り攻撃が追加されている。
『KHII』では着地時の衝撃で敵を吹き飛ばす技に変わっている。
『大乱闘スマッシュブラザーズ for Nintendo 3DS / Wii U』では上必殺ワザとして登場する。
メテオレイン
複数の隕石を雨のように落とす技。
『FFT』では、パネル指定範囲内の相手にのみダメージを与えるが、降ってくる隕石は1パネルにつき、1つだけである。
『DFF』ではHP攻撃の一つとして登場する。
画龍点睛（がりょうてんせい）
巨大な竜巻を起こして敵を吹き飛ばす（即死させる）技。吹き飛ばなかった敵には普通にダメージを与える。
『FFT』でも『FFVII』と効果が似ており、パネル指定範囲内の相手にのみ、即死・石化・ストップのいずれかを（耐性がない限り）必ず発動させる（ただし、ダメージはない）。クラウド（ソルジャー）の生命線とも言える重要なアビリティである。破晄撃とクライムハザードと同様、魔法攻撃力の影響をうけない。
『DFF』ではHP攻撃の一つとして登場し、竜巻のような回転攻撃を繰り出して敵を巻き上げる技となっている。なお、バトル中の技名表記は『画「竜」点睛』となっている。
『大乱闘スマッシュブラザーズ for Nintendo 3DS / Wii U』では特定条件下で使用できる下必殺ワザとして登場する。
超究武神覇斬（ちょうきゅうぶしんはざん）
究極リミット技。気を込めた剣で敵に15回の連続攻撃を行う。そのド派手なエフェクトから高い人気を誇る。
『KH』シリーズでは攻撃方法が大きく変わり、空を飛び回りながら数度斬り、最後に下降して敵に斬り付ける技になっている。
『FFVII』最後の戦闘では（普通にやれば）この技でセフィロスに止めを刺す。
『DFF』ではEXバースト技（いわゆる超必殺技）として登場する。
『大乱闘スマッシュブラザーズ for Nintendo 3DS / Wii U』では最後の切りふだとして登場する。
『DFFAC』ではHP技として登場している。リミットブレイク(EXスキル)を使用するのとしないので技の性能が変化する。
超究武神覇斬 ver.5（ちょうきゅうぶしんはざんバージョンファイブ）
『FFVII AC』で使用。合体剣を分離させて連続切りを行い、最後に分身とともに一斉に斬り付ける技。復活したセフィロスに止めを刺す際に使われた。『FFVII ACC』では演出が若干異なる。
『DFF』ではスラッシュブロウから派生するHP攻撃として登場。上空から高速で連続斬りを繰り出す。
『大乱闘スマッシュブラザーズ SPECIAL』（Ver.10.1.0以降）では、2P、4P、6P、8Pカラーの最後の切りふだとして登場する。
裏超究武神覇斬（うらちょうきゅうぶしんはざん）
もう1つの究極リミット技。
『FFT』で初登場。メテオレインと同様、パネル指定範囲内の相手にのみダメージを与えるが、CTが長く、使い辛い。『エアガイツ』ではザックスが使用している。
桜華狂咲（おうかきょうしょう）
「最強」とされているリミット技。炎・氷・雷を敵に浴びせる。
ザックスが使用していない（ただザックスのリミット技「アポカリプス」も炎・氷・雷属性を同時に浴びせているらしいが）ことからオリジナル技であると思われる。『FFT』が初出。派手でダメージも大きいものの、裏超究武神覇斬以上にCTが長く、またキャラクターを対象に指定できない（＝チャージ中に逃げられてしまう）ため、使い辛い（ショートチャージをセットしても当てるのは難しい）。その後『FFIX』では竜騎士フライヤの全体攻撃技として登場した。
『DFFAC』ではHP技として登場する。リミットブレイクをすることで、技のチャージ時間が短縮される。
ソニックレイヴ
素早く何度も突進して剣で突く技。ただし、『KH2』では1回しか突進しない。
クラウドが『KH』シリーズだけで使用する。ソラがケルベロスに勝った後にクラウドが同名のアビリティをくれ、同じ技が使えるようになる。
連斬り（れんぎり）
『DFF』にて登場するブレイブ攻撃の一つ。
スラッシュブロウ
『DFF』にて登場するブレイブ攻撃の一つ。
空牙（くうが）
『DFF』にて登場するブレイブ攻撃の一つ。FFACでトンネル内にてバイクを寸断するときの技に似ている。
ソニックブレイク
『DFF』にて登場するブレイブ攻撃の一つ。
月牙天昇（げつがてんしょう）
『DFF』にて登場するブレイブ攻撃の一つ。

## 主な使用武器
バスターソード
『FFVII』での初期装備。巨大な片刃剣で回想場面などでも登場する愛剣。ザックスの死後クラウドが形見として手にした。捨てることはできず、売ることもできない。なお、使用しないときは抜き身のまま左肩のアーマーに付けている。これには左肩のショルダーアーマーに磁石が仕込まれているという公式設定がある。
『FFXII』では、ギルガメッシュが「偽」と書かれたものを所持している。
『DFF』ではティーダに「重い剣を振りましても疲れるだけ」と言われ「重くない。大切な剣だ」と一人ぼやいている。ジェクトとのエンカウント時には「なまくら」呼ばわりされている。
ハードブレイカー
先端が平たくなっている剣。刀身に「一刀両断」の文字が刻まれている。公式イラストで、ハーディ・デイトナに跨ったクラウドが手にしている剣として強い印象を残している。なお、ゲームを進めていると、この武器が店頭に並ぶのはジュノンの武器屋（ハーディ・デイトナに乗るのはそれ以前）だが、神羅ビルに出現する敵・ソルジャー3rdから盗むことができる（ハーディ・デイトナ搭乗直前で、その後長期間実用可能）。
合体剣
『FFVII AC』の時期から使用している武器。6本の剣が組み合わさった武器（3本の長剣、2本の短剣、そしてファースト剣の組み合わせである）で、6本全てが組み合わさった時の外見はバスターソードに酷似している。入手した経緯は不明。普段はフェンリルに収納している。状況に応じて使い分ける事が出来る。2 - 3本だけを組み合わせて使用することもできる（ただしベースとなるファースト剣は必須）。究極リミット技「超究武神覇斬ver.5」を行うには必要不可欠。
ファースト剣
『FFVII AC』の時期から使用している武器。合体剣の1つで、他の5本全てのベースとなる剣。作中で最も良く使われる剣で、限定生産された「Advent Pieces: Limited」に同梱のフィギュアにも付属している。
マテリアブレイド
『FFT』での武器。これを装備しないとリミット技が使えない。マテリアの名前を冠しているものの、関係は明らかになっていない。クラウドは火山の頂上にこれを隠したが、隠す必要性がわからず、その理由も明らかになっていない。なお、初期状態のクラウド（ソルジャー）では火山の頂上には登れないため、その方法も定かではない。
陸奥守吉行
見事な曲線美を描く長大な日本刀。マテリア穴が少なく成長させるには不向きだが、（普通にストーリーを進めたとして）ユフィ逃亡イベント時点での最強武器である。
釘バット
古代種の神殿で拾うことができる釘を打ち付けたバット。全てのプレイヤーキャラクターに1つずつ用意されている変わった名前の武器の1つで、マテリア穴が存在しない。
『DFF』ではコンビネーション「夜露死苦」の武器として登場。
アポカリプス
黙示録の名前を冠した剣。「古の森」の奥で手に入る武器で、穴の数こそ少ないもののマテリア成長が3倍になるという高い性能を誇る。姿形も特徴的で、その攻撃力、マテリア成長性能も高い。
ラグナロク
これまでのFFシリーズ伝統の最強剣。『FFVI』までの公式イラストとは違ったデザインが書き下ろされている。後半のボス戦闘で確実に入手する事が出来、特殊性能のあるアルテマウェポンよりも安定した強さを発揮する。

アルテマウェポン
『FFVII』におけるクラウドの最強武器。アルテマウェポンをコスモキャニオン上空で撃破すると同名のこの武器が入手できる。他の剣に比べると色づかいが非常に派手。クラウドのHPに応じて剣の色と攻撃力が変化するので使い勝手が難しく、また他キャラの最強武器と同じくマテリア成長率は0である。
『FFVI』にて初登場し、『FFIX』以降、形状の差異はあるが主人公の最強武器として登場することが多い。ヴィンセントも『DC FFVII』で隠し武器として銃型のものを使用している。
なお、『FFVIII』でボスキャラクターとして登場する「アルテマウェポン」が同じ形状の剣を持っている。

## 登場作品
- ファイナルファンタジーVII
- ファイナルファンタジーVII リメイク
- ファイナルファンタジーVII アドベントチルドレン
- ビフォア クライシス ファイナルファンタジーVII
- クライシス コア ファイナルファンタジーVII
- ダージュ オブ ケルベロス ファイナルファンタジーVII
- ラストオーダー ファイナルファンタジーVII
- ファイナルファンタジータクティクス
  - ファイナルファンタジータクティクス 獅子戦争
- ディシディア ファイナルファンタジー
- ディシディア デュオデシム ファイナルファンタジー
- キングダム ハーツ
- キングダム ハーツ チェイン オブ メモリーズ
- キングダム ハーツII
- キングダム ハーツ コーデッド
- ドラゴンクエスト&ファイナルファンタジー in いただきストリートSpecial
- ドラゴンクエスト&ファイナルファンタジー in いただきストリートポータブル
- いただきストリート ドラゴンクエスト&ファイナルファンタジー 30th ANNIVERSARY
- チョコボレーシング 〜幻界へのロード〜
- エアガイツ
- 大乱闘スマッシュブラザーズ for Nintendo 3DS / Wii U※ダウンロードコンテンツとして配信。出典のマークは、FF（FINALFANTASYの頭文字）である。
- 大乱闘スマッシュブラザーズ SPECIAL